# Thérapie russe
Pour plus de détails, voir Fiche technique et Distribution.
Thérapie russe est un film français réalisé par Éric Veniard et sorti en 1997.

## Fiche technique
- Titre : Thérapie russe
- Réalisation : Éric Veniard
- Scénario : Virginie Chanu et Éric Veniard
- Photographie : Michael Haedener
- Son : Jacques Pibarot, Sophie Laloy  et Nathalie Vidal (mixage)
- Montage : Marie-Pomme Carteret
- Musique : Muriel Moreno
- Production : Magouric Productions
- Pays d’origine :  France
- Durée : 55 minutes
- Date de sortie : France - 17 décembre 1997

## Distribution
- Éric Veniard
- Miglen Mirtchev
- Sidse Babett Knudsen
- Janine Souchon